# Jean-Baptiste Coomans

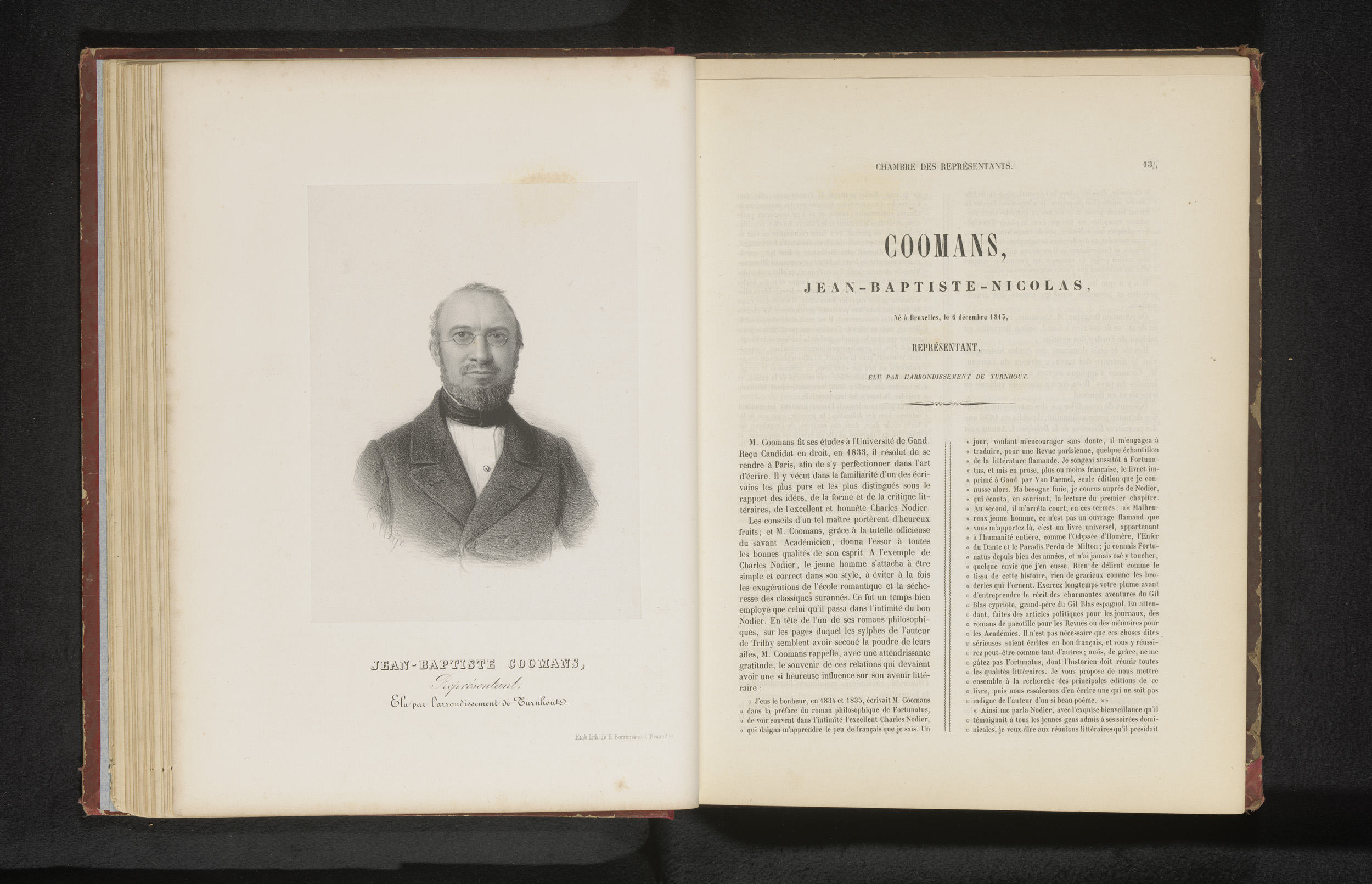
Jean-Baptiste Coomans

Jean-Baptiste Nicolas Coomans (Brussel, 6 december 1813 - Schaarbeek, 27 juli 1896) was een Belgisch advocaat, dagbladuitgever, schrijver en volksvertegenwoordiger.

## Familie en gezin
Jean-Baptiste Coomans was de oudste zoon van de inspecteur van de registratie en domeinen Josse Joseph Coomans en van Cecilia Lespirt.
Hij trouwde in 1836 in Hekelgem met Cecilia Lespirt (Hekelgem, 30 januari 1813 - Schaarbeek, 24 december 1862). Ze hadden zeven kinderen:
- Anatole Leon Coomans (1836-1894), was drukker in Gent en in Brussel;
- Léocadie Coomans (1837-1923);
- Henriette Coomans (1839-1894);
- Lucie Coomans (1841-1906);
- Casimir Charles Denis Coomans (1844-1878);
- Paul Coomans (1848-1871);
- Isidore Coomans (1851-1909).

Toen zijn kinderen uit het eerste huwelijk allen volwassen geworden waren, hertrouwde hij in 1874 met Françoise Maes (Sint-Joost-ten-Node, 21 februari 1856 - Jette, 25 mei 1931). Ze was drieënveertig jaar jonger dan hij en jonger dan alle kinderen uit het eerste huwelijk. Ze hadden acht kinderen:
- Emilie Coomans (1875-1949);
- Emile Coomans (1878-1907);
- Paul Coomans (1879-1942);
- Georges Coomans (1881-1967);
- Charles Coomans (1883-1968);
- Marie Coomans (1884-1969);
- Aimée Coomans (1887-1962);
- Joseph Coomans (1890-1962).

## Levensloop
Zijn vader was ontvanger van de registratie in Gent, waardoor Coomans in deze stad opgroeide en studeerde. Aan de Rijksuniversiteit Gent promoveerde hij in 1834 tot doctor in de rechten, waarna Coomans zich als advocaat inschreef aan de Balie van Gent.
Tijdens zijn studies sloot hij vriendschap met Jules de Saint-Genois en met Pierre de Decker, wiens democratisch-katholieke en historisch-literaire belangstellingen hij deelde.
Gedurende korte tijd was hij gemeenteraadslid en schepen van Gent.

## Krantenuitgever
Coomans was nauwelijks afgestudeerd toen hij in 1834 hoofdredacteur werd van het Gentse blad Journal des Flandres. Hij oefende dezelfde functie uit vanaf 1841 in de Journal de Bruxelles en vanaf 1845 in de Courrier d'Anvers.
In 1851 richtte hij een eigen blad op in Brussel en van 1854 tot 1858 was hij eigenaar van de grote krantengroep L'Emancipation, de spreekbuis van de unionistische regering geleid door Pierre de Decker.
Vanaf 1862 oefende hij aanzienlijk invloed uit met zijn blad La Paix dat antimilitaristisch was en voorstander van het algemeen stemrecht. 

## Volksvertegenwoordiger
In 1848 werd Coomans voor het eerst verkozen als katholiek volksvertegenwoordiger voor het arrondissement Turnhout. Hij werd regelmatig herverkozen en bleef dit mandaat uitoefenen tot aan zijn dood. Op 5 juli 1896, kort voor zijn dood, werd hij nog herverkozen. Henri de Mérode-Westerloo werd verkozen om hem op te volgen.
Coomans droeg er in het parlement toe bij een meer sociaal gezicht te geven aan de katholieke partij door een vooruitstrevend programma te doen aannemen, dat onder meer waardering voor de volkstaal inhield, alsook sociale verzuchtingen die er de voorloper van maakten van de christendemocratie.

## Publicaties
Naast een vijftiental Franstalige romans, schreef Coomans heel wat werken over geschiedkundige onderwerpen, zoals:
- Histoire de la Belgique, Gent, J. Rousseau, 1836
- De la répression du duel, Gent, Blockeel, 1836
- Richilde ou épisodes de l'histoire de la Flandre au XIe siècle, Gent, Coomans aîné, 1839, achtste editie Brussel, 1890
- Baudouin Bras de Fer ou les Normands en Flandre, Brussel, Segers, 1841, vijfde editie Brussel, Coomans fils, 1874
- Vonck, roman politique, Antwerpen, Van Dieren, 1846 herdrukt onder de titel Episodes de la Révolution brabançonne, Brussel, Coomans fils, 1867
- Les communes belges, Brussel, Jamar, 1847
- Etude sur les questions matérielles à l'ordre du jour, Brussel, De Mortier, 1848
- Le défrichement de la Campine, 1848
- Jeanne Goetgebuer. Chronique brabançonne du XIVe siècle, Brussel, Anatole Coomans, 1854
- Jean le Victorieux, comédie historique en trois actes, Brussel, Anatole Coomans, 1854
- La Bourse et le chapeau de Fortunatus. Roman philosophique, Brussel, Anatole Coomans, 1858
- Une académie de fous, Brussel, Schnée, 1861
- Portefeuille d'un flâneur, Brussel, Coomans fils, 1863 à 1875, acht volumes.
- L'académie de fous, 2e partie, Brussel, Coomans fils, 1888